# Annadagen
Annadagen, den 9 december, var den dag i allmogesamhället då några viktiga julförberedelser inleddes. Julölet provades, lutfisken lades i blöt och det var dags att ta itu med jultvätten och julbaket och börja stöpa juleljusen.
På Annadagen skulle julölet vara färdigbryggt i bemärkelsen att malten kokats, silats, jäst tillsatts och ölet skulle vara lagt på jäsning. Ölet skulle sedan vara klart att bruka senast till Tomasdagen. På runstaven markerades Annadagen med en kanna och "Anna med kanna" var ett talesätt. Traditionen föddes på den julianska kalenderns tid.
En del texter menar att kannan på runstaven istället tolkades som att julölsbryggandet då skulle igångsättas. En del menar istället att julölet då redan skulle vara färdigt att kunna avsmakas. Skillnader i olika landsdelar har säkerligen förekommit.
Namnet kan ha kommit från Jungfru Marias mor Anna och Anna firas i länder utanför Sverige på olika datum

I vissa delar av Finland sägs vädret vara möjligt att spå från Annadagen, genom uttrycket "Braskade Anna skulle det bliva kallt om julen, slaskade det, blev väderleken mild".